# Copa del Emperador 1993
La 73.ª Copa del Emperador (第73回天皇杯全日本サッカー選手権大会 Dai 73-kai Tennōhai Zennihon Sakkā Senshuken Taikai?) fue la edición 1993 de dicha competición de fútbol, la más antigua de Japón. El torneo comenzó el 5 de diciembre de 1993 y terminó el 1 de enero de 1994.
El campeón fue Yokohama Flügels, tras vencer en la final a Kashima Antlers. Por lo mismo, disputó la Supercopa de Japón 1994 ante Verdy Kawasaki, ganador de la J. League 1993, y clasificó a la Recopa de la AFC 1994-95.

## Desarrollo
Fue disputada por 32 equipos, y Yokohama Flügels ganó el campeonato.

## Equipos participantes

### J. League
- Kashima Antlers
- Urawa Red Diamonds
- JEF United Ichihara
- Verdy Kawasaki
- Yokohama Marinos
- Yokohama Flügels
- Shimizu S-Pulse
- Nagoya Grampus Eight
- Gamba Osaka
- Sanfrecce Hiroshima

### Hokkaidō
- Universidad de Sapporo
- Hokkaido Electric Power

### Tōhoku
- Tohoku Electric Power

### Kantō
- Hitachi FC Kashiwa Reysol
- Universidad de Waseda
- Bellmare Hiratsuka
- NKK
- Universidad de Chūō
- Toshiba

### Hokushin'etsu
- Hokuriku Electric Power

### Tōkai
- Yamaha FC Júbilo Iwata
- Cosmo Oil
- Seino Transportation

### Kansai
- Tanabe Pharmaceutical
- Universidad de Comercio de Osaka
- Universidad de Doshisha
- Sanyo Electric Sumoto

### Chūgoku
- Kawasaki Steel

### Shikoku
- Otsuka Pharmaceutical
- Universidad de Kōchi

### Kyūshū
- Universidad de Fukuoka
- Instituto Nacional de Fitness y Deportes en Kanoya

## Resultados

### Primera ronda
| Equipo 1                                           | Resultado          | Equipo 2                         |
| -------------------------------------------------- | ------------------ | -------------------------------- |
| Kashima Antlers                                    | 1–1 (t.s.) (3–2 p) | NKK                              |
| Tohoku Electric Power                              | 3–2 (t.s.)         | Sanyo Electric Sumoto            |
| Nagoya Grampus Eight                               | 2–1 (t.s.)         | Yamaha FC Júbilo Iwata           |
| Universidad de Kōchi                               | 0–5                | Gamba Osaka                      |
| JEF United Ichihara                                | 3–0                | Universidad de Comercio de Osaka |
| Toshiba                                            | 2–1                | Universidad de Fukuoka           |
| Seino Transportation                               | 1–2                | Universidad de Chūō              |
| Universidad de Sapporo                             | 0–6                | Shimizu S-Pulse                  |
| Yokohama Marinos                                   | 3–1                | Hitachi FC Kashiwa Reysol        |
| Universidad de Doshisha                            | 2–4                | Kawasaki Steel                   |
| Universidad de Waseda                              | 3–0                | Hokuriku Electric Power          |
| Instituto Nacional de Fitness y Deportes en Kanoya | 1–2                | Sanfrecce Hiroshima              |
| Yokohama Flügels                                   | 4–1                | Tanabe Pharmaceutical            |
| Otsuka Pharmaceutical                              | 0–3                | Urawa Red Diamonds               |
| Cosmo Oil                                          | 1–0                | Bellmare Hiratsuka               |
| Hokkaido Electric Power                            | 0–5                | Verdy Kawasaki                   |

### Segunda ronda
| Equipo 1              | Resultado  | Equipo 2              |
| --------------------- | ---------- | --------------------- |
| Kashima Antlers       | 6–1        | Tohoku Electric Power |
| Nagoya Grampus Eight  | 3–2        | Gamba Osaka           |
| JEF United Ichihara   | 2–0        | Toshiba               |
| Universidad de Chūō   | 0–1        | Shimizu S-Pulse       |
| Yokohama Marinos      | 2–1        | Kawasaki Steel        |
| Universidad de Waseda | 0–2        | Sanfrecce Hiroshima   |
| Yokohama Flügels      | 4–3 (t.s.) | Urawa Red Diamonds    |
| Cosmo Oil             | 0–2        | Verdy Kawasaki        |

### Cuartos de final
| Equipo 1            | Resultado  | Equipo 2             |
| ------------------- | ---------- | -------------------- |
| Kashima Antlers     | 5–3 (t.s.) | Nagoya Grampus Eight |
| JEF United Ichihara | 1–2 (t.s.) | Shimizu S-Pulse      |
| Yokohama Marinos    | 1–3        | Sanfrecce Hiroshima  |
| Yokohama Flügels    | 2–1        | Verdy Kawasaki       |

### Semifinales
| Equipo 1            | Resultado  | Equipo 2         |
| ------------------- | ---------- | ---------------- |
| Kashima Antlers     | 1–0        | Shimizu S-Pulse  |
| Sanfrecce Hiroshima | 1–2 (t.s.) | Yokohama Flügels |

### Final
| Equipo 1        | Resultado  | Equipo 2         |
| --------------- | ---------- | ---------------- |
| Kashima Antlers | 2–6 (t.s.) | Yokohama Flügels |

| 1 de enero de 1994 | Kashima Antlers         | 2:6 (2:2, 1:1) (t. s.) | Yokohama Flügels                                                    | Estadio Nacional, Tokio                                     |                                                             |
|                    | Kurosaki 6' · Okuno 89' | Reporte                | Edu 44', 63' · Watanabe 112' · Amarilla 115', 118' · Sorimachi 119' | Asistencia: 53.540 espectadores Árbitro(s): Masayoshi Okada | Asistencia: 53.540 espectadores Árbitro(s): Masayoshi Okada |

|                                      |
| Bandera de Prefectura de Kanagawa    |
| Campeón Yokohama Flügels 1.er título |